# برونو بيانكي (عداء سريع)
برونو بيانكي (بالإيطالية: Bruno Bianchi)‏ هو عداء سريع إيطالي، ولد في 8 فبراير 1939 في جنوة في إيطاليا.

## وصلات خارجية
- برونو بيانكي على موقع الاتحاد الدولي لألعاب القوى (الإنجليزية)
- برونو بيانكي على موقع اللجنة الأولمبية الدولية (الإنجليزية)
- برونو بيانكي على موقع أوليمبيديا (الإنجليزية)